# Fiat 133
Fiat 133 je malý osobní automobil vyvinutý ve Španělsku automobilkou Seat, s níž italská společnost Fiat úzce spolupracovala na vývoji nových osobních automobilů. Model 133 měl nahradit staré modely Fiat 600 a Fiat 850, pomoci se získáním nových prodejních trhů a vynahradit ztrátu tržeb Fiatu ve Španělsku, které nastaly v době omezení dovozu automobilů v roce 1970 .
Základní předpoklad modelu 133 byl, že to muselo být levné auto z hlediska vývoje, i z hlediska výroby. Důsledkem toho bylo, že model 133 zdědil většinu dílů z Fiatu 850. Stejně jako Fiat 850, Fiat 133 byl automobil s pohonem na zadní kola a s motorem vzadu uloženým podélně.
Fiat 133 byl představen v dubnu roku 1974 na Barcelonském autosalonu a začal se vyrábět ještě téhož roku. Celkem bylo vyrobeno 127 000 kusů, většinou pod názvem Fiat, a v letech 1977–1980 byl model 133 vyráběn i argentinskou odnoží Fiatu.